# Bylica (województwo zachodniopomorskie)
Bylica (kaszb. Bëlicô, niem. Schönenberg) – wieś w Polsce położona w województwie zachodniopomorskim, w powiecie sławieńskim, w gminie Postomino.
W latach 1975–1998 miejscowość administracyjnie należała do województwa słupskiego.
Inne miejscowości o nazwie Bylica: Bylica, Bylice